# Diestota palpalis
Diestota palpalis är en skalbaggsart som beskrevs av Sharp 1880. Diestota palpalis ingår i släktet Diestota och familjen kortvingar. Inga underarter finns listade i Catalogue of Life.